# Wim de Wagt
Wim de Wagt (1962) is een Nederlandse kunsthistoricus, journalist en auteur.
Na het christelijk atheneum Adriaen Pauw in Heemstede begon hij, na een onvoltooide studie Nederlands, in 1983 aan de studie Kunstgeschiedenis aan de Vrije Universiteit in Amsterdam. In 2008 promoveerde hij in de architectuurgeschiedenis aan de TU Eindhoven over het leven en werk van architect  Piet Elling .

## Journalist
Als journalist schreef De Wagt onder meer voor De Groene Amsterdammer, Haarlems Dagblad, Het Parool, Trouw, Vrij Nederland en het Nieuw Israëlitisch Weekblad. Voor het Noord-Hollands Archief is hij bovendien in het kader van een oral history project actief als interviewer en researcher. Hij deed (in samenwerking met de filmer en fotogaaf Jos Fielmich) interviews met o.a. de oud-commissarissen van de Koningin Jos van Kemenade en Harry Borghouts, de oud-burgemeester van Haarlem Jaap Pop en de oud-burgemeesters van Velsen/IJmuiden Anneke van Dok-van Weele en Franc Weerwind (thans burgemeester van Almere). Wim de Wagt is tevens actief als gastdocent, adviseur, jurylid en bestuurslid. Als voorzitter van Stichting Joods Gemeentegebouw Haarlem is hij sinds 2020 een van de initiatiefnemers voor de herbestemming van het vroegere Joods gemeentegebouw aan de Lange Wijngaardstraat 14 in Haarlem tot een Joods educatief en herinneringscentrum en cultureel podium. 

## Auteur
De Wagt schrijft over onderwerpen als architectuur, kunst, Europa en Joodse geschiedenis. Tussen 1993 en 2008 verschenen monografieën van zijn hand over onder anderen de Joodse bestuurder en effectenmakelaar  Barend Chapon , de Joodse sociaal advocaat  Herbert Drilsma  en de architecten  Piet Elling ,  J.B. van Loghem  en  Borek Sipek . 
In 2011 verscheen Paleis voor alle burgers - Van Burgerziekenhuis tot design hotel, waarin De Wagt als kunsthistoricus schrijft over de geschiedenis van het gebouw van het voormalige Burgerziekenhuis in Amsterdam-Oost.
Voor zijn boek De kunst van het herinneren uit 2013 reisde hij naar meerdere plekken op de wereld (o.a.  Cape Cod ,  New York ,  Bonn  en  Lubeck  beschrijft hij hoe ingrijpende historische gebeurtenissen nog te herkennen zijn in kunst, architectuur en cultuur.
In zijn volgende boek Wij Europeanen schreef De Wagt over de plannen van Europese wereldleiders, burgers, intellectuelen, zakenlieden e.a. in de jaren twintig en dertig om te komen tot verregaande Europese samenwerking. Door verdeeldheid konden deze plannen niet voorkomen dat de vernietigende Tweede Wereldoorlog uitbrak. Ook zijn volgende boek ging over de mislukte pogingen om te komen tot een verenigd Europa: in zijn biografische roman De barones en de vluchteling wordt de inzet en hoop op een verenigd Europa van diplomatendochter Mellina van Asbeck beschreven. In het verhaal ontmoet Van Asbeck in Genève de Nederlandse Jood Henri Kannegieter die op de vlucht is voor de nazi's. Historisch onderzoek en de gefingeerde memoires van barones Van Asbeck vormden de basis voor het boek.
In september 2021 verscheen 500 meter namen - De Holocaust en de pijn van de herinnering, naar aanleiding van de onthulling van het Nationaal Holocaust Namenmonument in Amsterdam.  Wim de Wagt gebruikt het rumoerige ontstaansproces van de totstandkoming van het Namenmonument als voorbeeld van het moeizame omgaan met negatieve oorlogsherinneringen in Nederland. Door de aandacht voor de persoonlijke verhalen van individuen in een namenmonument is Nederland daarentegen het eerste Europese land met een monument waarop naast de namen van Joden ook die van Roma en Sinti staan vermeld.  Het boek beschrijft daarnaast de geschiedenis van andere Holocaustmonumenten en uitingen van herinneringscultuur. Het boek haalde de shortlist van de Holocaust Literatuur Prijs 2023. In de televisiedocumentaire Gaat dit over ons (Evangelische Omroep, 2023) kwam De Wagt aan het woord over de herdenkingscultuur in Nederland en het Holocaust Namenmonument.
De Groote Vrede - Nederlandse voorvechters van een verenigd Europa 1914-1948 (gepubliceerd in juni 2025) vertelt de grotendeels onbekende geschiedenis van de Nederlandse juristen, intellectuelen, ondernemers, zakenlieden, politici en vredesactivisten die vanaf de Eerste Wereldoorlog (maar ook al daarvoor) zich sterk maakten voor Europese samenwerking en integratie in een georganiseerd verband. In dit opzicht vormt het boek de opvolger van het tien jaar eerder verschenen Wij Europeanen waarin de Nederlandse inbreng zijdelings aan bod kwam. De bekendste namen die in De Groote Vrede de revue passeren zijn  Nico van Suchtelen,  Pieter Jelles Troelstra ,  Henri Polak ,  Hendrik Colijn ,  Ernst van Raalte ,  Hendrik Clemens Muller  en  Hendrik Brugmans .
- De Groote Vrede. Nederlandse voorvechters van een verenigd Europa - uitgeverij Boom, Amsterdam (2025) ISBN 9789024472468
- Vijfhonderd meter namen De Holocaust en de pijn van de herinnering - uitgeverij Boom, Amsterdam (2021) ISBN 9789024443383
- De barones en de vluchteling - uitgeverij Boom, Amsterdam (2019) ISBN 9789024427154
- Wij Europeanen - uitgever Bas Lubberhuizen (2015) ISBN 9789059374317
- De kunst van het herinneren Een reis langs de verbeelding van verdriet en schoonheid - uitgeverij Bas Lubberhuizen (2013) ISBN 9789059373365
- Paleis voor alle burgers - Van Burgerziekenhuis tot design hotel - uitgeverij Bas Lubberhuizen (2011) ISBN 9789059372801
- Het Geschenk. Stadsschouwburg Haarlem 1918-2009 (met Ko van Leeuwen), HDC Media ISBN 978 90 77842 33 1
- Blijf ik geen mens? - Herbert Drilsma en Ali Nieuwveen, een liefde in de schaduw van de oorlog - Stichting Uitgeverij Noord-Holland (2008) ISBN 9789078381266
- Piet Elling (1897-1962) - uitgeverij Thoth (2008) ISBN 9789068684278
- Het Vissershop en de dageraad van de Zaandamse volkswoningbouw - Inmerc bv, Wormer (2003) ISBN 90 6611149 6
- De Groene Stad. Een eeuw openbaar groen in Haarlem (met Maria van Vlijmen), Inmerc bv, Wormer ISBN 90 6611 328 6 (paperback) / ISBN 90 6611 318 9 (gebonden)
- Barend Chapon (1884-1943), Jood en Europeaan - Walburg Pers, Zutphen (2001) ISBN 9789057301698
- De Zeilbrug over de Schinkel. Geschiedenis van een Amsterdamse brug - Matrijs, Utrecht ISBN 90 5345 153 6
- Architectuur op Leiduin 1853-1995. Functionaliteit en verbeelding - Gemeentewaterleidingen Amsterdam ISBN 90 800248 3 X
- J B Van Loghem (1881-1940), Beelding van levenshouding. Landhuizen, stadswoonhuizen en woningbouwprojecten - uitgever Schuyt & Co, Haarlem (1995) ISBN 9789060973790
- Joods Haarlem. Een topografie van hoop en herinnering - uitgeverij Stichting Noord-Holland (2005) ISBN 9071123898
- Borek Sipek. Architectuur Betovering (samen met Ellen Siebert) - uitgever Schuyt & Co, Haarlem (1993) ISBN 90 6097 347 X
- Architectuurgids Haarlem - uitgeverij 010 (1992/2005) ISBN 9789064505508 [10]